# Schule für Nachrichtenwesen der Bundeswehr
Die Schule für Nachrichtenwesen Bundeswehr (SNBw; umgangssprachlich Nachrichtenschule der Bundeswehr; anfangs Schule G2/MAD dann bis Sommer 1959 G2/A2-Schule) bestand vom 4. März 1956 bis zum 31. Dezember 2002, war anfangs in Rengsdorf, ab Mitte Oktober 1958 in der ehemaligen Gendarmeriekaserne in Bad Ems (Rheinland-Pfalz) stationiert.

## Aufgabe
Die Schule führte die Ausbildung der Offiziere und Unteroffiziere mit Portepee des Militärischen Nachrichtenwesens (Führungsgrundgebiet 2) durch. An dieser fanden auch Lehrgänge und Einweisungen für die deutschen Militärattachés statt. Der Militärische Abschirmdienst (MAD) bildete an der Schule sein Personal aus, bevor diese an die heutige Akademie für Verfassungsschutz (AfV) nach Swisttal-Heimerzheim verlegt wurde.

## Gliederung
Die Schule bestand im Grundsatz aus zwei Bausteinen, die die Ausbildung des Personals für den MAD und des Personals für das Militärische Nachrichtenwesen der Bundeswehr durchführten. Die Binnenstruktur dieser beiden Lehrgruppen wurde mehrfach verändert. 1960 bestand die Schule aus dem Kommandostab, der Gruppe ATP/ZLT (Ausbildung, Truppenversuch, Planung/Zentrale Lehrmittel und Technik), Lehrgruppe G2/A2, Lehrgruppe MAD, Lehrgruppe FND (Front-Nachrichtendienst; später Feld-Nachrichtendienst) und ab dem 1. August 1960 der Lehrgruppe PSK (Psychologische Kampfführung). Die Lehrgruppe PSK wurde zum 1. April 1961 selbständig und verlegte nach Bonn und 1965 als Schule der Bundeswehr für Psychologische Kampfführung (PSKSBw) nach Euskirchen.
Im Frieden unterstand der Schule für Nachrichtenwesen Bundeswehr die Frontnachrichtenlehrkompanie 300 als Lehrtruppenteil, die damals die Soldaten der Feldnachrichtentruppe ausbildete und für deren Weiterentwicklung verantwortlich war.

## Geschichte
Ende Februar 1956 erließ das Bundesministerium der Verteidigung den Aufstellungsbefehl für eine „Lehrgruppe MAD“ in Rengsdorf. Diese kam in dem für Bundeswehrzwecke sanierte ehemalige Hotel „Rheinhöhe“ unter. Aufgebaut wurde sie vom ehemaligen Kapitän zur See Hans Meisner, der zuvor stellvertretender Leiter des Landesamtes für Verfassungsschutz Bremen gewesen, 1955 zum MAD gewechselt und zum Regierungsdirektor ernannt worden war. Als Disziplinarvorgesetzter der Soldaten wurde ein „Dienstältester Offizier“ ernannt. Als Lehrkräfte wurde auch Personal der Unterabteilung IV J im BMVg, dem Vorgänger des heutigen Bundesamtes für den Militärischen Abschirmdienst (BAMAD), nach Rengsdorf kommandiert sowie Angehörige deutscher Sicherheitsbehörden und befreundeter Dienste als Gastreferenten gewonnen.
Am 5. März 1956 wurde der erste MAD-Lehrgang vom damaligen Leiter, Gerhard Wessel, eröffnet. 21 Soldaten und Beamte bildeten das erste Stammpersonal. Im ersten Schuljahr konnten sechs MAD-Grundlehrgänge mit 200 Teilnehmern durchgeführt werden. Ebenfalls 1956 begann die Ausbildung von Sicherheitsoffizieren aller Teilstreitkräfte und Sicherheitsbeauftragten der Bundeswehrverwaltung. Im zweiten Schuljahr folgte der erste Lehrgang für Militärattachés. Im Sommer entstand eine eigene Lehrgruppe G2/A2 unter Leitung von Oberst i. G. Hans-Adolf von Blumröder. Die MAD-Lehrgruppe bildete weiterhin im Teilbereich Militärische Sicherheit aus. Zum 1. Oktober 1957 wurde die Lehreinrichtung, nach einer ersten Bezeichnung als Schule G2/MAD, in G2/A2-Schule umbenannt und bestand aus den beiden Lehrgruppen G2/A2 und MAD sowie der Gruppe Technik des MAD. Letztere wurde Anfang Januar 1959 aus der Lehrgruppe MAD herausgelöst und dem Schulkommandeur, später dem Schulstab unterstellt. Sie war dem BMVg unmittelbar unterstellt. Konrad Stephanus wurde erster Kommandeur.
Im Sommer 1959 erhielt die Schule die Bezeichnung „Schule für Nachrichtenwesen der Bundeswehr“ (SNBw). Die Lehrgruppe MAD erhielt über mehrere Umbenennungen im Sommer 1969 die Bezeichnung „Lehr- und Übungsgruppe MAD“. Im Oktober 1958 erfolgte der Umzug in die ehemalige Gendarmeriekaserne in Bad Ems. Sie folgte dort der Führungsakademie der Bundeswehr, die mit einem Vorbereitungsstab ab dem 3. Januar 1957 in Bad Ems aufgestellt wurde. Sie verlegte zum 1. Oktober 1958  nach Hamburg-Blankenese in die Liegenschaft des früheren Luftgaukommandos XI. Die Durchführung des Lehrbetriebs erforderte erhebliche Reparaturmaßnahmen in der von 1923 bis 1925 für französische Besatzungstruppen erbauten Anlage, die sich über den gesamten Nutzungszeitraum hinzogen. Umfangreiche Neu- und Umbauten kamen hinzu: ab 1967 ein neues Lehrsaalgebäude sowie ein Hochhaus zur Unterbringung der Lehrgangsteilnehmer. Von 1964 bis 1967 war Armin Eck Schulkommandeur, bevor er Leiter des MAD wurde.
Ende der 1960er Jahre umfasste die Schule 400 Mann Stammpersonal, davon über 60 Lehrkräfte. Zu dieser Zeit war die Schule voll verlegefähig. Neben der Stabsgruppe, zu der eine Bibliothek mit 15 000 Büchern gehörte, arbeitete der Spezialstab mit einer Studiengruppe, einer technischen Gruppe, dem Sprachendienst und einem Archiv. Hinzu kamen die Lehrgruppe Militärischer Nachrichtendienst/Streitkräfte und die Lehr- und Übungsgruppe MAD. Die Lehr- und Übungsgruppe MAD meldete 1974 ihren 5000. Lehrgangsteilnehmer. Bis Ende 1976 wurden 92 Basislehrgänge für aktives Personal, 13 für Reservisten, 201 Speziallehrgänge, 20 Lehrgänge für Offizieranwärter des militärfachlichen Dienstes und für Stabsfeldwebel durchgeführt, an denen 27 000 Soldaten und zivile Angehörige der Bundeswehr teilnahmen. Zum 20-Jährigen Bestehen 1976 war Brigadegeneral Odo Ratza Schulkommandeur. In diesem Jahr wurde die Gruppe Technik wieder der Lehr- und Übungsgruppe MAD unterstellt.
Im Jahr 1979 waren an der Schule 29 militärische und eine zivile Lehrkraft beschäftigt. 1983 verlor Elmar Schmähling seinen Dienstposten als Chef des MAD, weil er eine außereheliche Affäre mit einer Sekretärin in der Schule für Nachrichtenwesen hatte.
Am 21. Oktober 1983 wurde auf ein im Bau befindliches Gebäude der Schule ein Sprengstoffanschlag verübt. Gegen Mitternacht detonierte ein mit einem Kilogramm Sprengstoff gefüllter und mit einem Zeitzünder versehener Feuerlöscher. Neben dem Neubau wurden auch umliegende Häuser beschädigt, Personen kamen jedoch nicht zu Schaden. Ein anonymes Bekennerschreiben deutete auf das RAF-Umfeld oder die Revolutionären Zellen als Täter hin. Der Anschlag ähnelte einem auf ein amerikanisches Offizierkasino der Hahn Air Base.
Anfang 1984 bestand die Lehr- und Übungsgruppe MAD aus einem Grundlagendezernat, der Inspektion Nachrichtendienstliche Ausbildung und der Gruppe Nachrichtentechnik. Letztere gliederte sich in die Dezernate Elektrotechnik/Elektronik, Optik/Optronik und Chemie/Physik. Lehrgruppenkommandeur war Oberst Rudolf Reibold, später Kommandeur der MAD-Gruppe IV in Mainz und im Anschluss als Brigadegeneral stellvertretender Amtschef des Amtes für den Militärischen Abschirmdienst. In den 1990er Jahren war die Schule dem Streitkräfteamt unterstellt.
Zum 31. Dezember 2002 wurde die SNBw aufgelöst und zum 1. Januar 2003 in unveränderter Binnenstruktur und unverändertem Ausbildungsauftrag als „Lehrgruppe Militärisches Nachrichtenwesen der Bundeswehr“ in das Zentrum für Nachrichtenwesen der Bundeswehr in Grafschaft-Gelsdorf eingegliedert.

## Kommandeure
Folgende Personen waren Kommandeure der Schule:
| Nr. | Dienstgrad            | Name                 | Berufung                  |
| --- | --------------------- | -------------------- | ------------------------- |
| 1.  | Regierungsdirektor    | Hans Meisner         | 29.02.1956 bis 31.08.1957 |
| 2.  | Brigadegeneral        | Konrad Stephanus     | 01.09.1957 bis 31.03.1965 |
| 3.  | Brigadegeneral        | Armin Eck            | 01.04.1965 bis 31.03.1967 |
| 4.  | Brigadegeneral        | Heinrich Schumacher  | 01.04.1967 bis 30.09.1970 |
| 5.  | Brigadegeneral        | Friedrich Rosenhauer | 01.10.1970 bis 30.09.1973 |
| 6.  | Oberst/Brigadegeneral | Odo Ratza            | 01.10.1973 bis 31.03.1976 |
| 7.  | Brigadegeneral        | Theodor Hopf         | 01.04.1976 bis 31.03.1979 |
| 8.  | Brigadegeneral        | Karl-Horst Lessing   | 01.04.1979 bis 30.09.1982 |
| 9.  | Brigadegeneral        | Helmut Behrendt      | 01.10.1982 bis 30.09.1983 |
| 10. | Brigadegeneral        | Eberhard Lochmann    | 01.10.1983 bis 31.03.1987 |
| 11. | Oberst/Brigadegeneral | Peter Krüger         | 01.04.1987 bis 30.09.1993 |
| 12. | Oberst                | Günter Wenger        | 01.10.1993 bis 30.09.1994 |
| 13. | Oberst                | Jörg Rappke          | 01.10.1994 bis 30.09.1997 |
| 13. | Oberst                | Jürgen Eigenbrod     | 01.10.1997 bis 30.06.2003 |